# Бенгальский варан

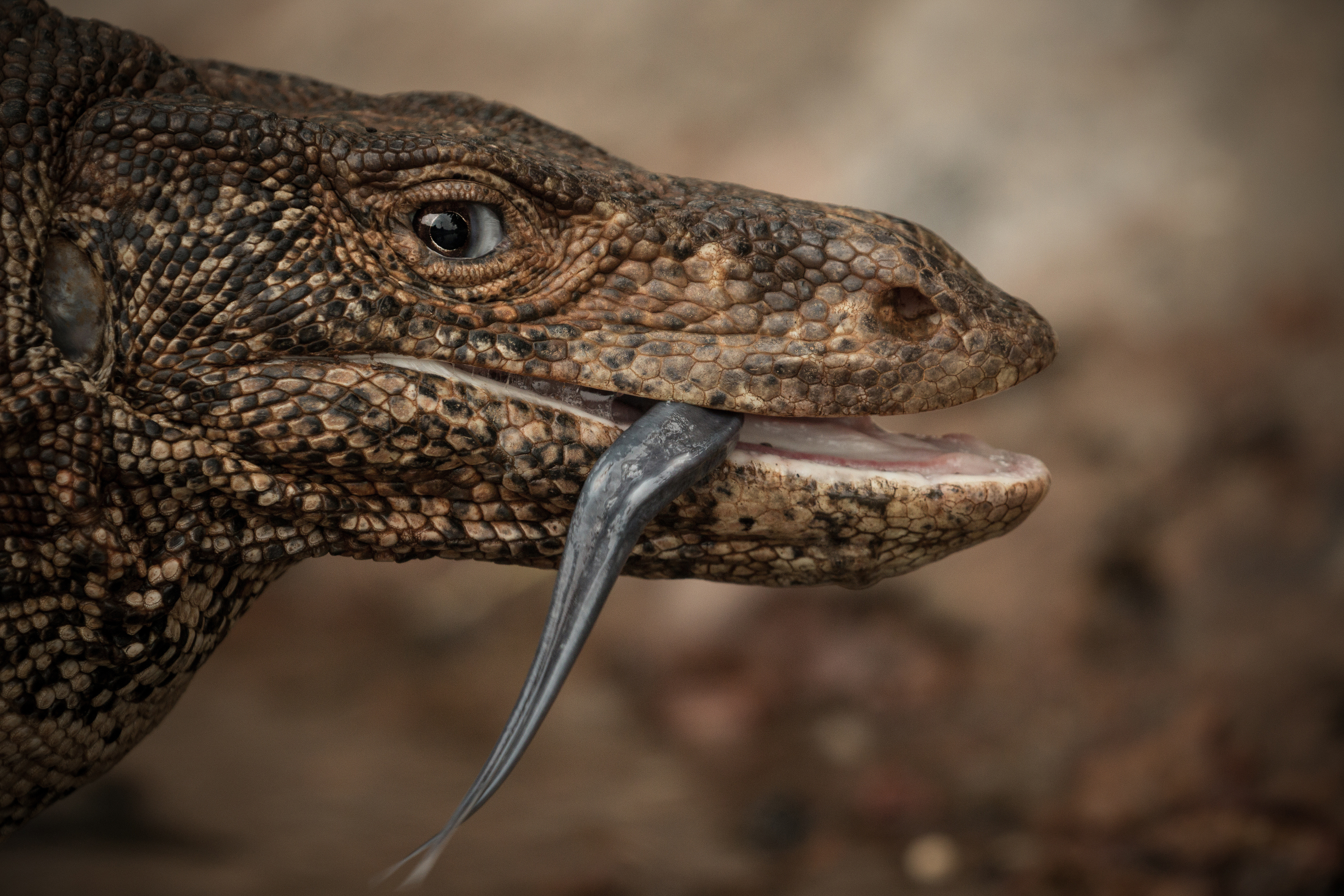
Портрет

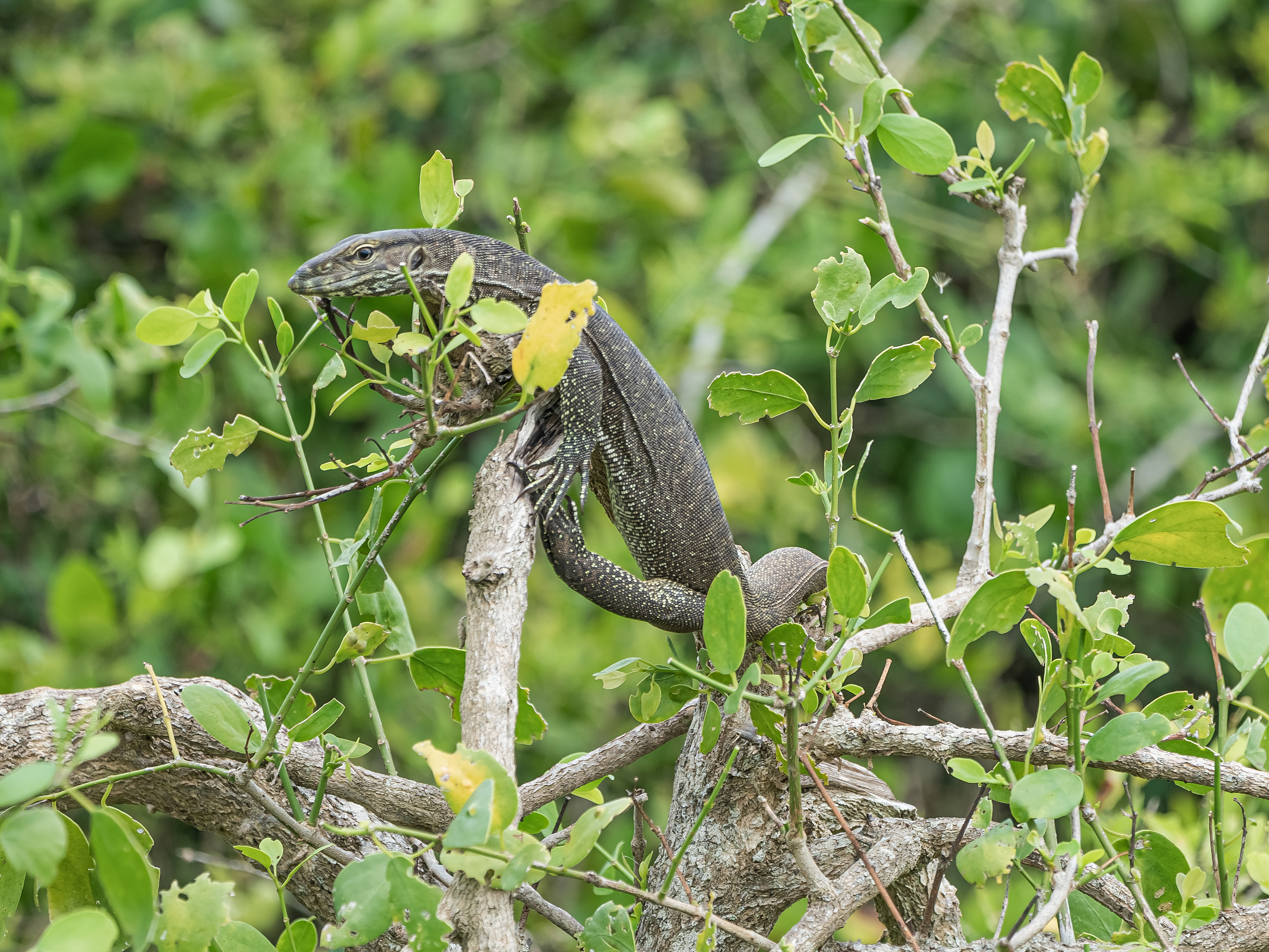
Молодой бенгальский варан на дереве, национальный парк Бундала, Шри-Ланка

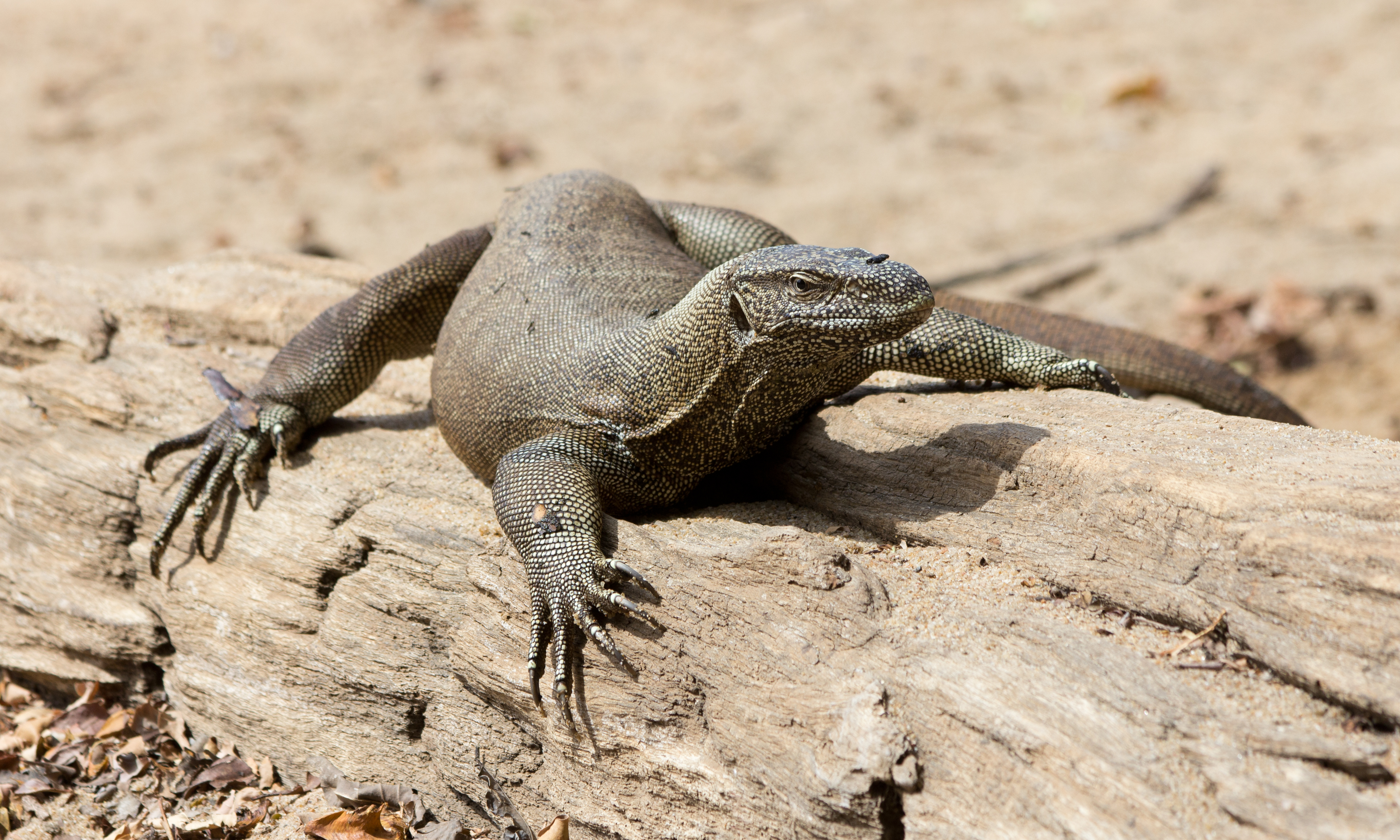
Бенгальский варан, национальный парк Яла, Шри-Ланка

Бенгальский варан (лат. Varanus bengalensis) — вид ящериц из семейства варанов.

## Внешний вид
Максимальная зарегистрированная длина тела с хвостом составляет 175 см при весе в 7,2 кг, но большинство взрослых особей значительно меньше и весят не более 3 кг. Окраска жёлто-коричневая, коричневато-оливковая или коричневато-серая, иногда с плохо заметными тёмными пятнами. Молодые вараны темно-оливковые, сверху с многочисленными мелкими крапинками и круглыми пятнышками, сгруппированными в более или менее явственные поперечные ряды. Хвост с боков уплощён, сверху по нему проходит сдвоенный киль. От часто симпатрического полосатого варана отличается более стройным телом и узкой, заметно заостренной спереди головой.

## Места обитания и образ жизни
Бенгальский варан гораздо менее связан с водой, чем полосатый варан, и часто встречается в совершенно сухой местности, не избегая лесов, садов, различных плантаций и зарослей, нередко вблизи человеческих жилищ. Однако при случае он охотно заходит в воду и подолгу в ней остается — может задерживать дыхание примерно на 17 минут.
Отлично лазает по деревьям. Убежищами ему служат глубокие норы, вырываемые обычно под камнями или корнями деревьев, а также дупла в деревьях, по которым варан превосходно лазает, цепляясь длинными когтями за кору. Он способен спрыгивать на землю с высоты по крайней мере 10—15 м. По ровному месту варан бежит очень быстро, делая большие шаги и задирая кверху хвост.
На севере ареала в Пакистане бенгальский варан впадает на зиму в спячку.
В природе бенгальские вараны частично пересекаются с некоторыми другими видами варанов, хотя их конкуренция сильно ослабляется за счет отличий в пищевых предпочтениях и населения разной среды обитания. В зафиксированных встречах меньших желтых варанов, индийских серых варанов и варанов Дюмериля с бенгальскими варанами, последние обычно были поведенчески доминирующей стороной. В то же время, при взаимодействии бенгальских варанов с более крупными полосатыми варанами поведенчески доминировали последние.

### Питание
Бенгальский варан — довольно подвижный охотник. Питается мелкими млекопитающими (например, грызунами и рукокрылыми), змеями, ящерицами, земноводными, птицами и членистоногими. Установлено, что в диете обычно преобладают насекомые. Разоряют гнезда птиц, крокодилов и крупных змей. Иногда способны нападать на относительно крупных животных, например, в одном случае молодой бенгальский варан длиной 16.4 см без учета хвоста добыл большеглазого полоза общей длинной 112 см. Описано удачное нападение нескольких варанов на молодого оленя, а также находки в их желудках бараньих костей. Кроме того, бенгальский варан не брезгует падалью и часто кормится на тушах павшего крупного рогатого скота. Но, в отличие от полосатого варана, он, как правило, не конкурирует за падаль с другими хищниками.

### Естественные враги
Главными естественными врагами взрослых бенгальских варанов за исключением человека являются тигровые питоны, часто нападающие на спящих в норах ящериц, а также сетчатые питоны и стаи одичавших собак. Иногда на них также могут нападать большие хохлатые змееяды, пестрые питоны и королевские кобры. Оппортунистически бенгальских варанов могут поедать дикие свиньи и крупные хищники, такие как леопарды, крокодилы и полосатые гиены. Молодые особи часто становятся жертвами самых разных хищников, включая мангустов и полосатых варанов.
Будучи настигнутым на открытом пространстве, бенгальский варан обычно спасается от врага бегством. Это один из наименее агрессивных видов варанов, и защищается при помощи хвоста, когтей и зубов он только тогда, когда не остается других вариантов выхода из конфликта. Несмотря на это, он по прежнему способен причинить агрессору серьезные повреждения. Будучи схваченным хищником, бенгальский варан порой притворяется мертвым и не шевелится, даже если его поднимают за хвост. Спящий в норе варан, как правило, повернут к выходу хвостом, и любому хищнику придется приложить много усилий, чтобы вытащить его из норы, учитывая большую физическую силу и цепкие когти ящерицы. Кроме того, пытаясь вытянуть варана из норы, хищник может порезаться об острые щитки на его хвосте.

### Размножение
В период спаривания самцы при встречах вступают между собой в ожесточенные драки, наваливаясь на соперника, обхватывая его когтями и поднимаясь вместе с ним на задние лапы, иногда даже намеренно кусая его. На Цейлоне откладка яиц происходит с декабря по апрель, в остальных регионах — с июня по сентябрь. Самцы, тем не менее, могут вступать в поединки уже в апреле. Для откладывания яиц самка роет нору глубиной около 30 сантиметров. В кладке 20—30 яиц. Время инкубации — 5—6 месяцев.

## Распространение
Встречается в Иране, Афганистане, Пакистане, Шри-Ланке, Индии, Непале, во всей Юго-Восточной Азии и Индонезии. На территории Шри-Ланки, Индии и Бангладеш, вероятно, был истреблён в XX веке.

## Подвиды
Выделают следующие подвиды:
- Varanus bengalensis bengalensis (Daudin, 1802)
- Varanus bengalensis irrawadicus Yang & Li, 1987
- Varanus bengalensis vietnamensis De Lisle, 1996

## Бенгальский варан и человек
Численность вида повсюду сокращается из-за загрязнения окружающей среды пестицидами и избыточного промысла. Мясо варана употребляют в пище, жир используют как лекарственное средство, а шкуры идут для изготовления кожаных изделий.
Все три подвида бенгальского варана прекрасно переносят неволю и нередко содержатся в зоопарках и зооколлекциях, а некоторые особи становятся совершенно ручными, однако необходимо соблюдение мер предосторожности при кормлении, т.к. он имеет очень острые зубы .